# Neoaulaxinia
Neoaulaxinia är ett släkte av svampdjur. Neoaulaxinia ingår i familjen Phymatellidae.
Kladogram enligt Catalogue of Life:
| Neoaulaxinia | \| \| Neoaulaxinia clavata \| \| \| \| \| \| Neoaulaxinia persicum \| \| \| \| \| \| Neoaulaxinia zingiberadix \| \| \| \| |
|              | \| \| Neoaulaxinia clavata \| \| \| \| \| \| Neoaulaxinia persicum \| \| \| \| \| \| Neoaulaxinia zingiberadix \| \| \| \| |
|              | Neosiphonia |
|              | |
|              | Reidispongia |
|              | |
|              | Neoaulaxinia clavata |
|              | |
|              | Neoaulaxinia persicum |
|              | |
|              | Neoaulaxinia zingiberadix                                                                                                  |
|              | |

|  | Neoaulaxinia clavata      |
|  |                           |
|  | Neoaulaxinia persicum     |
|  |                           |
|  | Neoaulaxinia zingiberadix |
|  |                           |